# Accipiter brachyurus
Lo sparviero della Nuova Britannia (Accipiter brachyurus (E.P.Ramsay, 1880)) è un uccello rapace della famiglia degli Accipitridi.

## Descrizione
È un rapace di piccola taglia, lungo 27–36 cm e con un'apertura alare di 50–62 cm.

## Distribuzione e habitat
Accipiter brachyurus è un endemismo delle isole di Nuova Britannia e Nuova Irlanda, nell'arcipelago di Bismarck, in Papua Nuova Guinea.

## Conservazione
La Lista rossa IUCN classifica Accipiter brachyurus come specie vulnerabile (Vulnerable).